# Оскольская крепость
Оскольская крепость (ист. Город Оскол) — основанная в царствование Фёдора Ивановича крепость на реке Оскол, ставшая ядром нынешнего Старого Оскола.

## История

Памятник основателям Старого Оскола

В XV—XVI вв. неоднократно упоминается город Оскол, вероятно существовавший, с древнерусского периода и находившийся предположительно у впадения в Оскол речки Холок. Ныне это так называемое Холковское городище. Он упоминается в Списке городов Свидригайло 1432 года, однако впоследствии прекратил своё существование. Согласно некоторым данным, одновременно с этим городом на территории современного Старого Оскола располагалось Еголдаево городище.
Предшественником нынешнего Старого Оскола (первоначальное название — Оскол) можно считать Усть-Ублинский острожек, в котором находилась Усть-Ублинская сторожа, существовавшая с 1571 года и бывшая местом несения службы стоялого головы. Острожек находился на правом (высоком) берегу реки Оскол, напротив впадения в неё реки Убли, южнее будущей крепости.

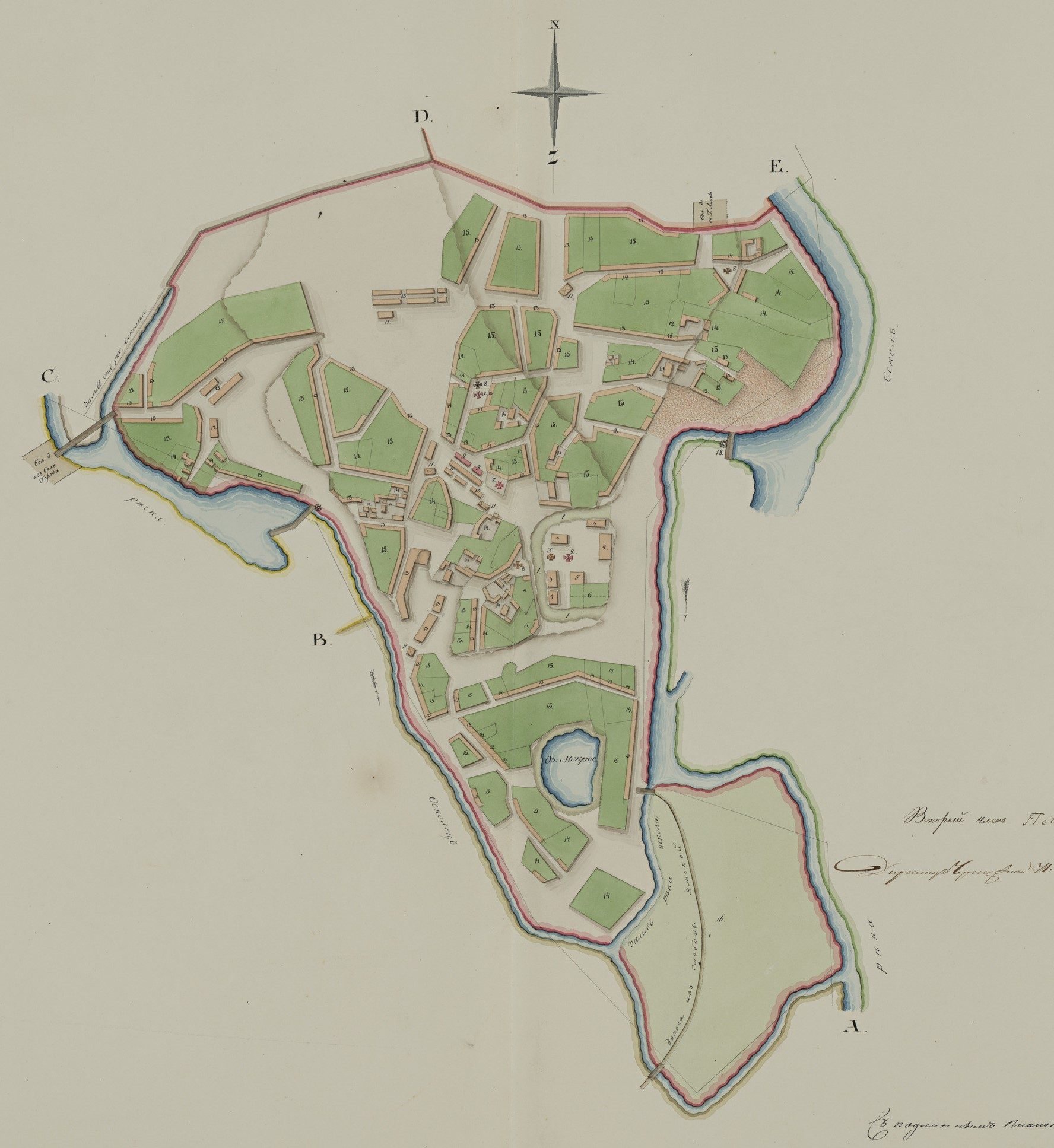
Фрагмент плана Старого Оскола 1785 года с очертаниями рва Малого острога

По указу царя Фёдора Ивановича 1596 года было начато строительство трёх новых крепостей — Курска на запустевшем старом Курском городище, Белгорода и Оскола. Возведением Оскольской крепости руководили князь Иван Сонцов-Засекин, голова Иван Мясной и подьячий Михаил Нечаев. Новая крепость имела важное значение, поскольку располагалась между Изюмским и Кальмиусским шляхами, по которым крымские татары регулярно совершали нападения на Русское государство. Гарнизон крепости мог наблюдать сразу за двумя дорогами. Уже в 1601 году в Осколе числилось 1705 служилых людей. В 1605 году крепость перешла на сторону Лжедмитрия I, выдав ему воевод, а в 1606 году поддержала восстание Болотникова, в ходе которого был убит воевода Оскола Ефим Бутурлин. В 1616 году Оскольская крепость подверглась нападению отряда литовского (черкаского) полковника Фёдора Пырского, который взял город и сжёг его укрепления, убив около 100 и уведя в плен около 450 человек. В следующем 1617 году крепость восстановили, но в меньших размерах. В 1630 году после пожара она была перестроена и расширена. В течение XVII века служилые люди Оскольской крепости отбили более десяти крымскотатарских набегов на округу. Крупный разорительный набег имел место в 1659 году после Конотопской битвы. Крепость не была взята, но был сожжён пригородный Троицкий монастырь, а из уезда было угнано 760 человек. Последний раз крымские татары появлялись близ крепости в 1676 году.

Богоявленский собор на месте Оскольской крепости в 1935 году

В 1717 году в крепости были произведены ремонтные работы. Во второй четверти XVIII века Старый Оскол утратил военное значение. В 1755 году были разобраны обветшавшие башни крепости, проломы на их местах были заделаны стеной. Однако до 1785 года была разобрана и сама стена, остались лишь земляной вал и ров. Их остатки окончательно скопали в начале XIX века при перестройке города по регулярному плану. На месте кремля в 1840 году был построен Богоявленский собор, который был снесён в советское время.

## Описание
Согласно Дозорной книге 1614—1615 годов, по реконструкции Владимира Михайловича Неделина Оскольская крепость состояла из трёх частей — Рубленого города (кремля), примыкавшего к нему Малого острога, а также Большого острога, охватывавшего полукольцом обе другие части. Анатолий Павлович Никулов считает что первоначальный город (крепость) имел двухчастную структуру и состоял из Малого острога (внутренняя крепость, кремль) и Большого острога. Крепость стояла на высоком скалистом мысу при впадении реки Осколец в Оскол и рублена из дубовых брёвен и обмазана глиной. Внутренняя крепость имела восемь башен, из которых три имели проездные ворота — Большие (Курские), Спасские и «Отводные на Водяных воротах». В ней находились деревянная соборная Преображенская церковь и деревянная церковь Николая Чудотворца, воеводский двор, разрядная изба, казённые хлебные житницы, осадные дворы дворян и детей боярских, а также торговые постройки. Для водоснабжения был построен тайник, ведший реке. Пригородные слободы, в которых размещались дворы служилых людей (стрельцов, казаков, пушкарей и затинщиков), были защищены третьей (по Никулову второй) линией обороны — Большим острогом протяжённостью 2151 м с 15 глухими башнями и пятью воротными (три из них назывались: Русская на северной стороне, Стрелецкая на восточной, Покровская северней Стрелецкой). Перед восточной и северной стенами крепости был выкопан ров, длинной более 1,5 километров. В Большом остроге находился Успенский женский монастырь.
После реконструкции 1630 года крепость состояла из одной линии деревянных укреплений, рубленных стоячим острогом с обламами (в разное время периметр стен доходил до 540 м), и имела 9 башен (первоначально 8), две из которых были проезжими (Курская и Водяная), а одна — тайницкая. Крепость была окружён рвом, на дне которого стояли надолбы. В 1638 году стену дополнительно укрепили тарасами. В 1677 году острожную стену заменили на рубленную с обламами, окружённую с трёх строн рвом. Причём размеры крепости увеличились до 650 м, а число башен до десяти. Периметр стен, ранее имевший форму неправильного четырёхугольника, приобрёл форму ломаного треугольника, обращённого острым углом на юг.

## Гарнизон крепости

### XVII век
Гарнизон крепости состоял из стрельцов, казаков, пушкарей и ездоков. Первоначально слободы населённые «служилыми людьми по прибору» располагались в пределах Большого острога, и называлась по роду занятий их жителей — Стрелецкая, Казацкая, Пушкарская и Ездоцкая. После разорения крепости 1616 года, большинство жителей этих слобод поселилось за пределами крепостной стены. Неоднократно с 1624 по 1653 предпринималась попытка восстановить острог и поселить служилых людей на его территории, однако сделать этого не удалось, по причине нехватки средств и желания людей селится ближе к своим земельным наделам. За пределами крепости располагались Ямская слобода ямских охотников и на некотором расстоянии от города, Соковая слобода станичных вожей и деревня Воротничья поляна в которой жили воротники. Ямская и Соковая слободы находились на берегу Оскольца и были укреплены с южной (степной) стороны надолбами. Дети боярские и станичные атаманы в основном селились за пределами крепости в своих поместьях расположенных в уезде, однако имели в крепости осадные дворы, в которых обязаны были держать запас продовольствия на случай осады. Руководил гарнизоном крепости, а так же управлял Оскольским (позже Старооскольским) уездом — воевода, ему подчинялся осадный, стрелецкий, казацкий (позже функции стрелецкого и казацкого головы в Осколе были объединены) и станичные головы, назначаемые из местных детей боярских.
Численность гарнизона была не постоянной и со временем изменялась по различным причинам. В 1617 после нападения Пырского осталось только 585 человек служилых людей.
До середины XVII века в жизни крепости важную роль занимала сторожевая и станичная служба. Станичная служба была основным видом деятельности станичных ездоков и вожей. Маршруты оскольсих станиц пролегали от верховий Потудани и Котла до устья Тихой Сосны на Дону, патрулирование проводилось с весны и до выпадения снега. В начале века было 20 станиц, количество их изменялось и иногда опускаясь до десяти. В состав станицы входили станичный голова, станичный атаман, 6 ездоков и 2 вожа. Общее количество ездоков постепенно сокращалось, максимальное количество составлявшее 220 человек к 1651 году сократилось до 25, а после завершения строительства Белгородской черты, станичная служба в Оскольской крепости была прекращена. В зависимости от обстановки в приграничье оскольским воеводой выставлялось разное количество сторож, максимальное их число доходило до 13, минимально опускалось до 4. Наиболее удаленная сторожа находилась у Каменного брода на Тихой Сосне. В состав каждой сторожы входило четверо детей боярских. Кроме обычных сторож оскольские служилые люди несли службу в стоялых острожках, Раздорном, Осиновом и Жестовском. Гарнизон последнего состоял из 10 детей боярских, 10 казаков и одного пушкаря с орудием и запасом боеприпасов.
«Городовую службу» несли стрельцы, казаки, воротники, пушкари и затинщики и дети боярские. Последние также составляли поместное войско. Городовая служба включала в себя различные задачи: строительство и ремонт городских укреплений, выставление регулярных караулов в крепости и застав на дорогах, сопровождение и охрана грузов и людей, вестовая служба, обработка государственной пашни и другие. Караульная служба являлась одной из основных задач стрельцов, в караулы складов с боеприпасами и порохом («зелейной казны») заступали люди пушкарского чина. Одной из главных задач казаков было сопровождение и охрана грузов и людей путешествовавших в государственных целях, в том числе сопровождение послов. Город Оскол был местом посольских разменом, а рядом с крепостью проходила Посольская дорога, тянущаяся от Тулы до Волуек и далее в крымскую степь. Важное значение в предупреждении о надвигающихся войсках противника играли вестовщики, назначаемые из числа детей боярских. Из Оскольской крепости посылались вестовщики в соседние города Белгород, Воронеж, Ливны и другие. Городскую артиллерию обслуживали пушкари и затинщики. Также в число пушкарских чинов входили воротники и казенные кузницы и плотники в обязанности которых входило следить за состоянием артиллерийских орудий и деревянных построек. Кроме того служилые люди Оскольской крепости отправлялись на службу в города Белгородской черты.
Количество стрельцов долгое время оставалось постоянным и равнялось 100, однако к 1697 году сократилось до 44, по причине перевода в города вновь построенной Белгородской черты и реформ армии. Число казаков менялось довольно значительно, по причине их перевода в другие города или верстания в другие службы, а так же «прибора» беломестных казаков и черкас из других регионов или Великого княжества Литовского. Если в 1615 начитывалось 275 казаков, то к 1695 только 38. Число детей боярских (поместной конницы), в первой половине XVII века стремительно росло с 213 в 1616 году до 456 в 1650 году, но 1697 году сократилось до 115 человек из-за перевода в новые службы возникавшие в ходе реформ — копейщики, рейтары, солдаты. Число последних в 1697 году составляло 254, 393 и 500 человек соответственно. Число пушкарей и затинщиков в течение XVII века сохранялось примерно равным 50, воротников  — 8 человек.

### Комментарии
1. ↑  Водяные ворота, назывались так потому что были устроены „по принципу щитов мельничных пластин“. Они подвешивались на канатах и поднимались при помощи блоков.
2. ↑  Тайник, это подземный ход ведущий к колодцу у реки, для доступа к воде в случае осады.
3. ↑  Тарасы — невысокая срубная конструкция, заполненная землёй и камнями, подпирающая острог с внутренней стороны крепости.
4. ↑  Ездоки — рядовые члены станицы (пограничного отряда осуществляющего патрулирование закреплённого участка степи).
5. ↑  Вожи — члены станицы хорошо знающие местность и выполняющие обязанности проводника отряда.
6. ↑  Воротники — служилые люди относившиеся к Пушкарскому приказу и нёсшие наряд у городских ворот.
7. ↑  Станичный атаман — старший член станицы, подчинялся станичному голове.
8. ↑  Осадный голова — «заместитель» воеводы и непосредственный руководитель воротников, пушкарей и затинщиков.
9. ↑  Вестовщики — посыльные с важными государственными донесениями.